# Pastella

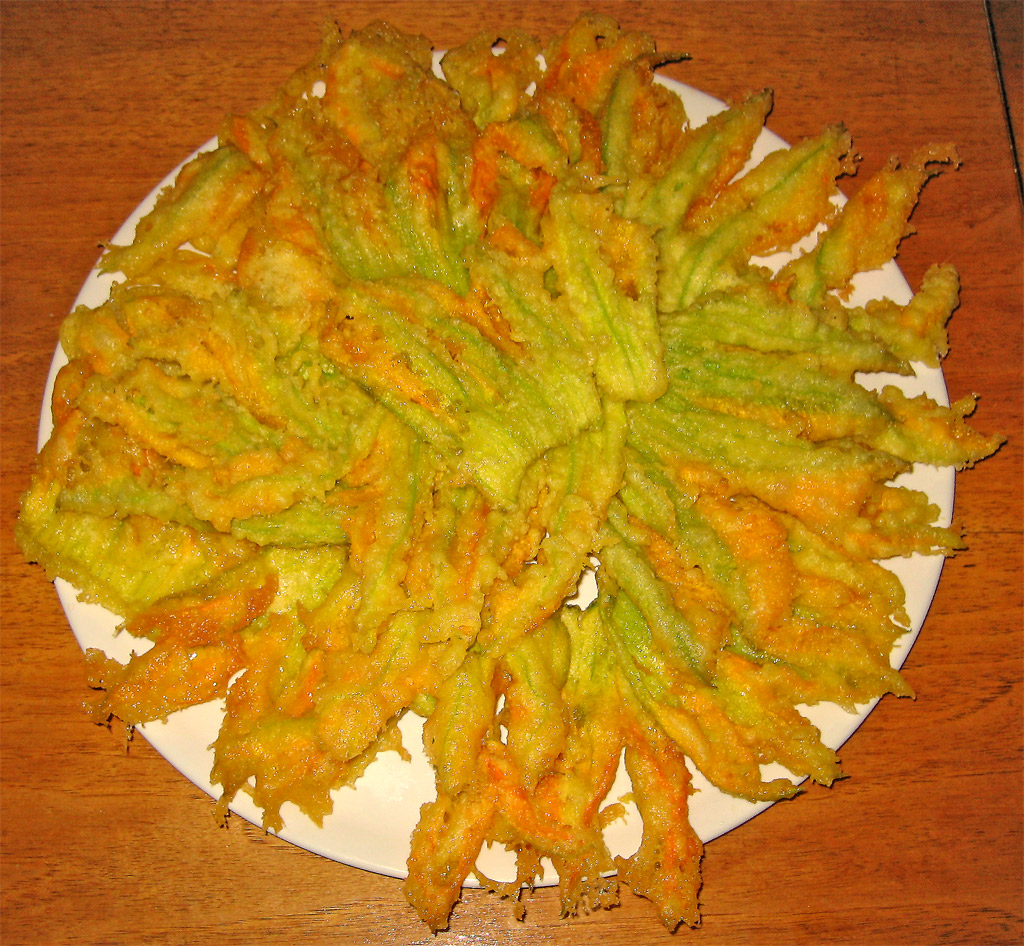
Fiori di zucca fritti in pastella

La pastella è un preparato gastronomico finalizzato alla preparazione di vivande fritte, che esse siano verdure, pesce o frutta.
Esistono diverse ricette per la sua preparazione, fermo restando che due elementi sono indispensabili; la farina (di grano tenero o di grano duro) e l'acqua (liscia o frizzante).

## Preparazione
I due elementi vengono attentamente miscelati, versando lentamente acqua su una congrua dose di farina, evitando che si formino grumi. In alcune varianti regionali italiane si preferisce aggiungervi anche una modica quantità di birra, in grado di dare un gusto gradevolmente amaro al fritto. Qualora si considerino complementari con il cibo fritto in uso, la pastella può anche essere composta da limone, latte e zucchero.
Secondo alcune ricette il preparato così ottenuto viene arricchito da un uovo fresco, che darà oltretutto un gradevole colorito alla pastella, altrimenti di color bianco.
Quanto si vorrà friggere viene infine immerso nella pastella e cotto in olio bollente.